# La Thăng
La Thăng (1922 - 2014) tức La Văn Học là nhà hoạt động cách mạng, Đảng viên Đảng Cộng sản Việt Nam, Ủy viên Trung ương Đảng Cộng sản Việt Nam khóa VI, Bí thư Tỉnh ủy Lạng Sơn

## Tiểu sử
Quê quán: xã Đại Đồng, huyện Tràng Định, tỉnh Lạng Sơn.
Ông tham gia cách mạng từ tháng 3/1945; nguyên cán bộ huyện Đông Bắc, phụ trách các xã Hùng Sơn, Quốc Khánh, Trung Thành, Đào Viên, Quốc Việt; cán bộ tuyên truyền vận động quần chúng ở huyện Tiên Yên, tỉnh Hải Ninh cũ (nay là tỉnh Quảng Ninh);
Sau đó ông trải qua các chức vụ trong công tác Đảng và chính quyền tại tỉnh Lạng Sơn: Bí thư Huyện ủy Đông Bắc, tỉnh Lạng Sơn; Tỉnh ủy viên, Bí thư Huyện ủy Tràng Định, Trưởng Chi nhánh Ngân hàng tỉnh, Phó Ban Kinh tế tỉnh, Ủy viên Ủy ban Kiểm tra Tỉnh ủy Lạng Sơn; Ủy viên Ban Thường vụ Tỉnh ủy, Trưởng ban Tổ chức Tỉnh ủy, Phó Bí thư Thường trực Tỉnh ủy Lạng Sơn; Ủy viên Kiểm tra Khu ủy Việt Bắc, Phó Ban thanh tra chính quyền Khu tự trị Việt Bắc, Khu ủy viên, Giám đốc Sở Thủy lợi Khu tự trị Việt Bắc; học tại Trường Đảng Nguyễn Ái Quốc, Hà Nội; Ủy viên Ban Thường vụ Tỉnh ủy, Phó Bí thư Thường trực Tỉnh ủy; Ủy viên Trung ương Đảng các khóa V, VI, Bí thư Tỉnh ủy Lạng Sơn (1986 - 1991).

## Khen thưởng
Ông đã được tặng thưởng: Huân chương Độc lập hạng Nhì; Huân chương Kháng chiến hạng Nhất, Nhì; Huy hiệu 65 năm tuổi Đảng và nhiều phần thưởng cao quý khác.